# Robert Cochran
 For alternative betydninger, se Robert Cochran (flertydig). (Se også artikler, som begynder med Robert Cochran)
Robert Cochran er medskaber af tv-serien 24 Timer. Før den skabte og producerede han og Joel Surnow tv-serien La Femme Nikita og var senere også seriens konsulenter.